# Jō Kanazawa
Jō Kanazawa (jap. 金沢 浄 Kanazawa Jō; ur. 9 lipca 1976) – japoński piłkarz występujący na pozycji obrońcy.

## Kariera klubowa
Od 1999 do 2014 roku występował w klubach Júbilo Iwata, F.C. Tokyo i Thespakusatsu Gunma.